# The Rain People
The Rain People é um filme de 1969 dirigido por Francis Ford Coppola. Juntamente com Shirley Knight, os principais actores são James Caan e Robert Duvall, que trabalhariam mais tarde com Coppola em O Poderoso Chefão. O futuro diretor de cinema e amigo de Coppola, George Lucas, trabalhou como ajudante neste filme, e fez um pequeno documentário, o Filmmaker, sobre isso. O filme também ganhou a Golden Shell no Festival de Cinema de San Sebastian de 1969.
O filme recebeu críticas iniciais contraditórias, mas a recepção mais recente é frequentemente positiva.
O DVD da Warner Archive atualmente em circulação parece ser derivado duma película de 16 mm.

## Resumo do enredo
A dona de casa Natalie Ravenna (Shirley Knight) decide fazer uma pausa no casamento depois de saber que está grávida. Ela vagueia pelos Estados Unidos tentando lidar com a noção de ser responsável. Durante a viagem, ela encontra um homem estranhamente chamado Killer (James Caan) com um passado que ele não está pronto para revelar. Isso leva Natalie a perguntar-se: deveria ela ficar com Killer ou voltar para o marido, Vinny? As coisas ficam ainda mais complicadas quando Natalie se envolve com um bonito mas solitário patrulheiro rodoviário Gordon (Robert Duvall).

## Elenco
- Shirley Knight como Natalie Ravenna
- James Caan como Jimmy "Killer" Kilgannon
- Robert Duvall como Gordon
- Marya Zimmet como Rosalie
- Tom Aldredge como o Sr. Alfred
- Laura Crews como Ellen
- Andrew Duncan como Artie
- Margaret Fairchild como Marion
- Sally Gracie como Beth
- Alan Manson como Lou
- Robert Modica como Vinny Ravenna

## Produção
O filme serviu de veículo para Duvall e Caan que na época viviam e fizeram alguns filmes juntos. posteriormente, eles e Coppola se juntaram no filme O Poderoso Chefão.[carece de fontes?]

## Recepção
Roger Ebert do Chicago Sun-Times deu ao filme quatro estrelas em quatro e comparou a peregrinação de Natalie Ravenna à da personagem de Peter Fonda em Easy Rider, considerando-as "descendentes directas do mais típico peregrino americano, Huckleberry Finn ", concluindo que "É difícil dizer se o filme dele é bem-sucedido ou não. Isso é o interessante sobre muitos dos novos realizadores  norte-americanos experimentais. Eles preferem fazer coisas interessantes e fazer observações provocativas do que tentar ultrapassar John Ford no seu caminho para o Grande Filme Americano." 
De acordo com o TVGuide.com, "Esta odisseia esquisita não foi um sucesso, apesar de, ao longo dos anos, ter sido considerada um dos filmes mais pessoais de Coppola e ter gerado alguns seguidores". Margarita Landazuri escreve no site TCM.com: "adquiriu um estatuto de culto como um dos primeiros filmes feministas pelo seu tratamento provocativo de uma mulher que busca sua própria identidade". No presente, a obra tem 82% de aprovação no Rotten Tomatoes . Em 2015, David Canfield nomeou The Rain People como um dos cinco melhores filmes de Coppola, chamando-o de "hipnótico".